# Río Araviana
Río Araviana är ett vattendrag i Spanien. Det ligger i provinsen Provincia de Soria och regionen Kastilien och Leon, i den nordöstra delen av landet, 190 km nordost om huvudstaden Madrid.